# Avidja
Az avidja (szanszkrit: अविद्य avidjā) vagy aviddzsá (páli) szó szerint: tudatlanság vagy nem-tudás. Az indiai vallásokban használt kifejezés, amely legtágabb értelemben azt jelöli, ami cselekedeteinek (karma) következményénél fogva a létforgás kerekéhez láncolja a személyt (szanszára), s ezért a szenvedés forrása (dukkha). 
A hinduizmuson belül a Védákban az avidjá elsősorban a rituális és morális kötelezettségek tudásának hiányát , nem pedig a kötöttség ontológiai állapotát jelenti. 
Az Upanisadokban a spirituális káprázatot és Brahman ismeretének hiányát jelenti. 
A hindu filozófiai iskolákon belül a szánkhja rendszerében a kötöttség és a szenvedés okaként felfogott tudatlanság az egyéni önvaló (purusa) és a valóságát látszólag körülfogó anyag (prakriti) megkülönböztetésének hiányaként jelenik meg. 
Az advaita védantában a megkötöttség szintén a kezdet nélküli tudatlanság következménye, ám a szánkhjával ellentétben megkülönböztetéseket hoz létre ott, ahol valójában nem is léteznek különbségek, hiszen valójában csak Brahman létezik. 
Rámánudzsa visistádvaitájában a tudatlanság annak a tudásnak a hiánya, hogy az önvaló (dzsíva) különbözik Brahmantól, ugyanakkor belé is merül. Madhva dvaita-iskolája viszont úgy tartja, hogy az a tudatlan, aki nem tudja, hogy az önvaló öröktől különbözik Istentől. 